# Vanguarda Paulista
Vanguarda Paulista (letteralmente "Avanguardia di São Paulo"), anche conosciuta come Vanguarda Paulistana, è il nome dato a un movimento musical-culturale brasiliano che ebbe il suo epicentro a San Paolo tra il 1979 e il 1985, nell'ultima fase della dittatura militare brasiliana.
Principali personalità del movimento furono Arrigo Barnabé, Itamar Assumpção, Ná Ozzetti, Walter Franco, Eliete Negreiros, Cida Moreira, e i gruppi Língua de Trapo, Grupo Rumo, Isca de Polícia e Premeditando o Breque. L'appellativo gli fu dato da giornalisti e critici musicali della città per il fatto che alcuni dei principali artisti studiavano musica d'avanguardia nella Scuola di Comunicazione e Arti dell'Università di San Paolo.
Gli artisti erano soliti esibirsi presso il Teatro Lira Paulistana, nel quartiere di Pinheiros, teatro da cui erano scaturiti anche un'etichetta discografica e una casa editrice.
I musicisti di Vanguarda Paulista avevano stili diversi, ma tra di loro c'erano caratteristiche unificanti: lo sperimentalismo, uno stile di canto simile al parlato, la fusione di elementi classici e popolari, i testi umoristici carichi di critica sociale, e lo spirito indipendente e fai-da-te.
Celebrato dalla critica ma ignorato a lungo da radio e televisione e di conseguenza dal grande pubblico, il movimento ha tuttavia avuto una profonda influenza nella musica brasiliana degli anni successivi.